# Chautauqua County (Kansas)
Chautauqua County je okres ve státě Kansas v USA. K roku 2010 zde žilo 3 669 obyvatel. Správním městem okresu je Sedan. Celková rozloha okresu činí 1 670 km². Na jihu sousedí se státem Oklahoma.

## Sousední okresy
| Růžice kompasu |               | Elk County                 |                   | Růžice kompasu |
| Růžice kompasu | Cowley County | Sever                      | Montgomery County | Růžice kompasu |
| Růžice kompasu | Cowley County | Chautauqua County (Kansas) | Montgomery County | Růžice kompasu |
| Růžice kompasu | Cowley County | Jih                        | Montgomery County | Růžice kompasu |
| Růžice kompasu |               | Osage County               | Washington County | Růžice kompasu |